# Comuna Fruntișeni, Vaslui
Fruntișeni este o comună în județul Vaslui, Moldova, România, formată din satele Fruntișeni (reședința) și Grăjdeni.

## Așezare
Situată în partea de sud a județului Vaslui, comuna se învecinează cu Zorleni și Vinderei, distanța până la cel mai apropiat oraș, Bârlad, este de 15 km. Are 1869 de locuitori în 741 de gospodării în cele două sate ale comunei. Comuna are o suprafață totală  de 3747,78 ha, din care intravilan 212,78 ha și extravilan 3535 ha.

## Demografie
Componența etnică a comunei Fruntișeni
     Români (93,03%)
     Alte etnii (0%)
     Necunoscută (6,97%)
Componența confesională a comunei Fruntișeni
     Ortodocși (92,97%)
     Alte religii (0%)
     Necunoscută (7,03%)
Conform recensământului efectuat în 2021, populația comunei Fruntișeni se ridică la 1.636 de locuitori, în scădere față de recensământul anterior din 2011, când fuseseră înregistrați 1.795 de locuitori. Majoritatea locuitorilor sunt români (93,03%), iar pentru 6,97% nu se cunoaște apartenența etnică. Din punct de vedere confesional, majoritatea locuitorilor sunt ortodocși (92,97%), iar pentru 7,03% nu se cunoaște apartenența confesională.

## Istorie
La sfârșitul secolului al XIX-lea, comuna făcea parte din plasa Târgul a județului Tutova și era alcătuită din satele Fruntișeni, Grăjdeni și Dealul Mare, cu o populație de 1173 de locuitori. În comună funcționa o școală primară de băieți și patru biserici.
Anuarul Socec din 1925 consemnează comuna în plasa Adam a aceluiași județ, cu o populație de 1391 de locuitori. În 1931, comuna era împărțită în satele Fruntișeni, Grăjdeni și Lupu Kostacke.
În anul 1950, comuna a fost transferată raionului Bârlad al regiunii Bârlad, iar după 1956, raionului cu același nume din regiunea Iași. În acest timp, satul Lupu Kostacke a fost desființat, însă pe teritoriul comunei se înființează un sat cu denumirea de B. Zaharescu, ce primește în anul 1964, denumirea de Dealu Mare.
În anul 1968, comuna trece la județul Vaslui, reînființat, dar a fost desființată imediat și inclusă în comuna Grivița. Tot atunci, satul Dealu Mare trece la comuna Zorleni.  Comuna a fost reînființată în anul 2004, în structura actuală.

## Politică și administrație
Comuna Fruntișeni este administrată de un primar și un consiliu local compus din 11 consilieri. Primarul, Ioan Onel[*], de la Partidul Social Democrat, este în funcție din iunie 2017. Începând cu alegerile locale din 2024, consiliul local are următoarea componență pe partide politice:
|  | Partid                    | Consilieri | Componența Consiliului | Componența Consiliului | Componența Consiliului | Componența Consiliului | Componența Consiliului | Componența Consiliului | Componența Consiliului |
|  | ------------------------- | ---------- | ---------------------- | ---------------------- | ---------------------- | ---------------------- | ---------------------- | ---------------------- | ---------------------- |
|  | Partidul Social Democrat  | 7          |                        |                        |                        |                        |                        |                        |                        |
|  | Partidul Național Liberal | 3          |                        |                        |                        |                        |                        |                        |                        |
|  | Alianța Dreapta Unită     | 1          |                        |                        |                        |                        |                        |                        |                        |